# Alla Anatoljewna Schischkina

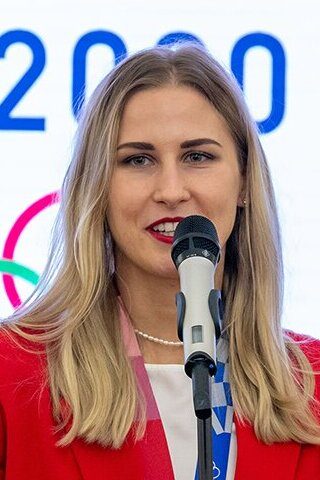
Alla Anatoljewna Schischkina, 2021

Alla Anatoljewna Schischkina (russisch Алла Анатольевна Шишкина, * 2. August 1989 in Moskau) ist eine russische Synchronschwimmerin. 

## Erfolge
Sie gewann bei den Olympischen Spielen 2012 und 2016 jeweils mit dem russischen Team die Goldmedaille in der Teamwertung. 2009, 2011, 2013 und 2015 als Mitglied des russischen Teams siegte Schischkina bei der Weltmeisterschaft; 2010, 2014 und 2016 war Schischkina mit dem russischen Team Europameisterin.